# Klaus Fleischmann (Jurist)
Klaus Fleischmann (* 5. September 1951 in Münchberg) ist ein deutscher Jurist und ehemaliger Richter. Fleischmann war zeitweise Leitender Oberstaatsanwalt in Chemnitz, von 2005 bis 2007 sächsischer Landespolizeipräsident und von 2007 bis Februar 2017 Generalstaatsanwalt des Freistaates Sachsen.

## Leben
Fleischmann wuchs in Oberfranken auf und studierte nach dem Abitur Rechtswissenschaften. Nach dem zweiten Staatsexamen begann er mit Wirkung vom 10. Oktober 1980 seine Tätigkeit als Assessor im Geschäftsbereich des Oberlandesgerichtes Bamberg, zunächst bei der Staatsanwaltschaft am Landgericht Hof. Genau 2 Jahre später wurde Fleischmann am 10. Oktober 1982 zum Staatsanwalt ernannt und wurde 1984 Richter am Landgericht Hof. Im Zuge des Neuaufbaus der sächsischen Justiz nach der politischen Wende in der DDR, für die die Justizbehörden aus Bayern und Baden-Württemberg eine „Patenschaft“ übernommen hatten, wechselte Fleischmann zu Jahresbeginn 1993 in den Geschäftsbereich der sächsischen Justiz, wo er mit Wirkung vom 1. Januar 1993 Vizepräsident des Landgerichts Chemnitz wurde. Zum 5. Juni 2001 kehrte Fleischmann wieder zu den Ermittlungsbehörden zurück, in Nachfolge von Henning Drecoll wurde er zum Leitenden Oberstaatsanwalt der Staatsanwaltschaft Chemnitz ernannt. Mit Wirkung vom 1. März 2005 wechselte er in den Geschäftsbereich des Sächsischen Innenministeriums, wo er vom damaligen sächsischen Innenminister Thomas de Maizière zum Landespolizeipräsidenten ernannt wurde.
Als der Staatssekretär im sächsischen Innenministerium Jürgen Staupe am 1. Juli 2007 zum Sächsischen Staatsministerium für Umwelt und Landwirtschaft wechselte, nahm Fleischmann als Ministerialdirigent im sächsischen Innenministerium für drei Monate die Funktion des Staatssekretärs wahr. Als Andrea Fischer mit Wirkung vom 1. Oktober 2007 zur neuen Staatssekretärin ernannt worden war, ernannte Justizminister Geert Mackenroth den nun wieder in den Geschäftsbereich des Sächsischen Justizministeriums gewechselten Fleischmann am 11. Oktober 2007 mit Wirkung vom 15. Oktober in Nachfolge von Jörg Schwalm zum Generalstaatsanwalt des Freistaates Sachsen. Zum 28. Februar 2017 trat Fleischmann in den Ruhestand.